# Hlubocký hřbet
Hlubocký hřbet je geomorfologický okrsek ve střední části Ještědského hřbetu. Leží v okrese Liberec v Libereckém kraji.

## Poloha

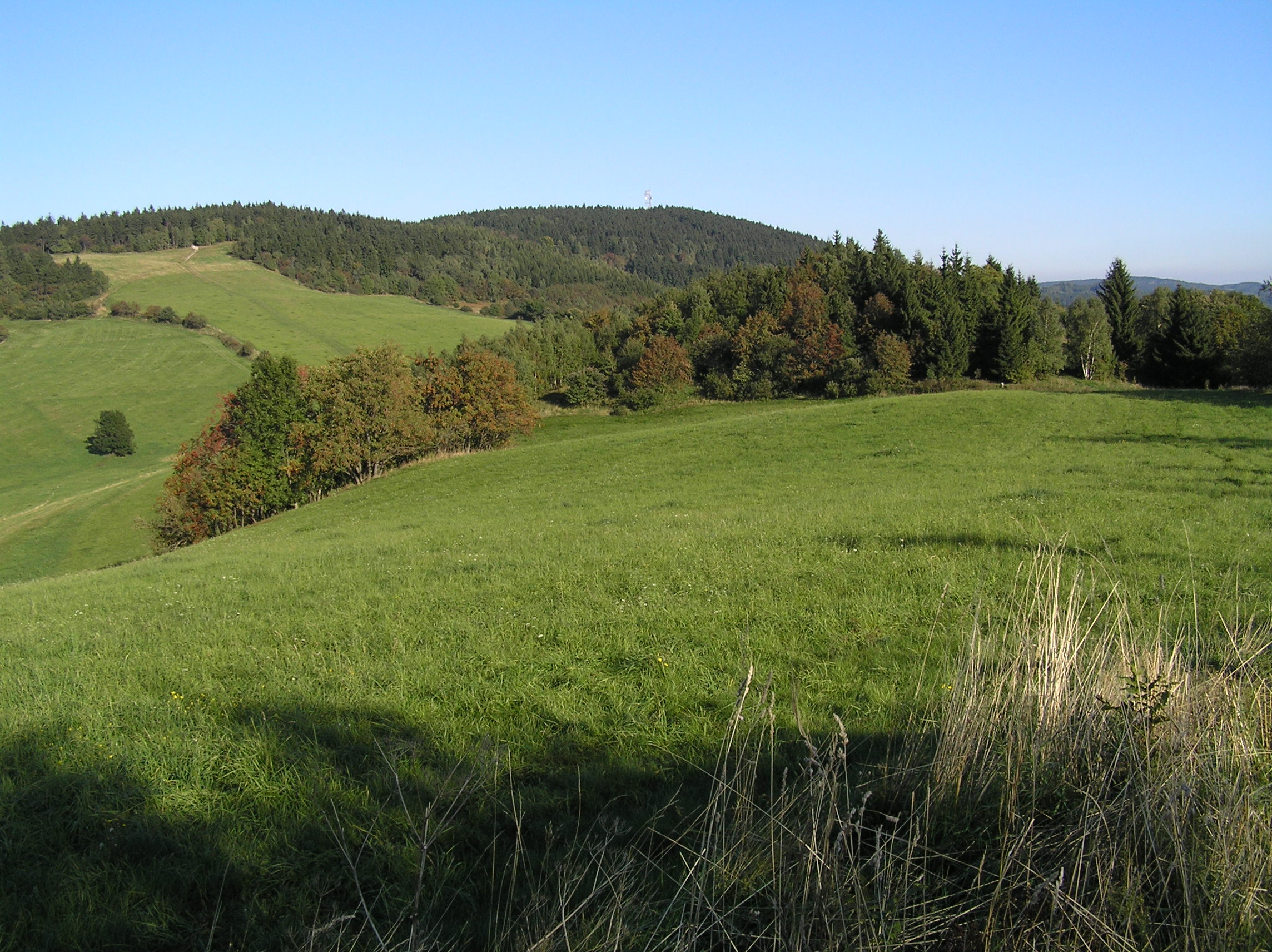
Rašovské sedlo, vzadu Javorník

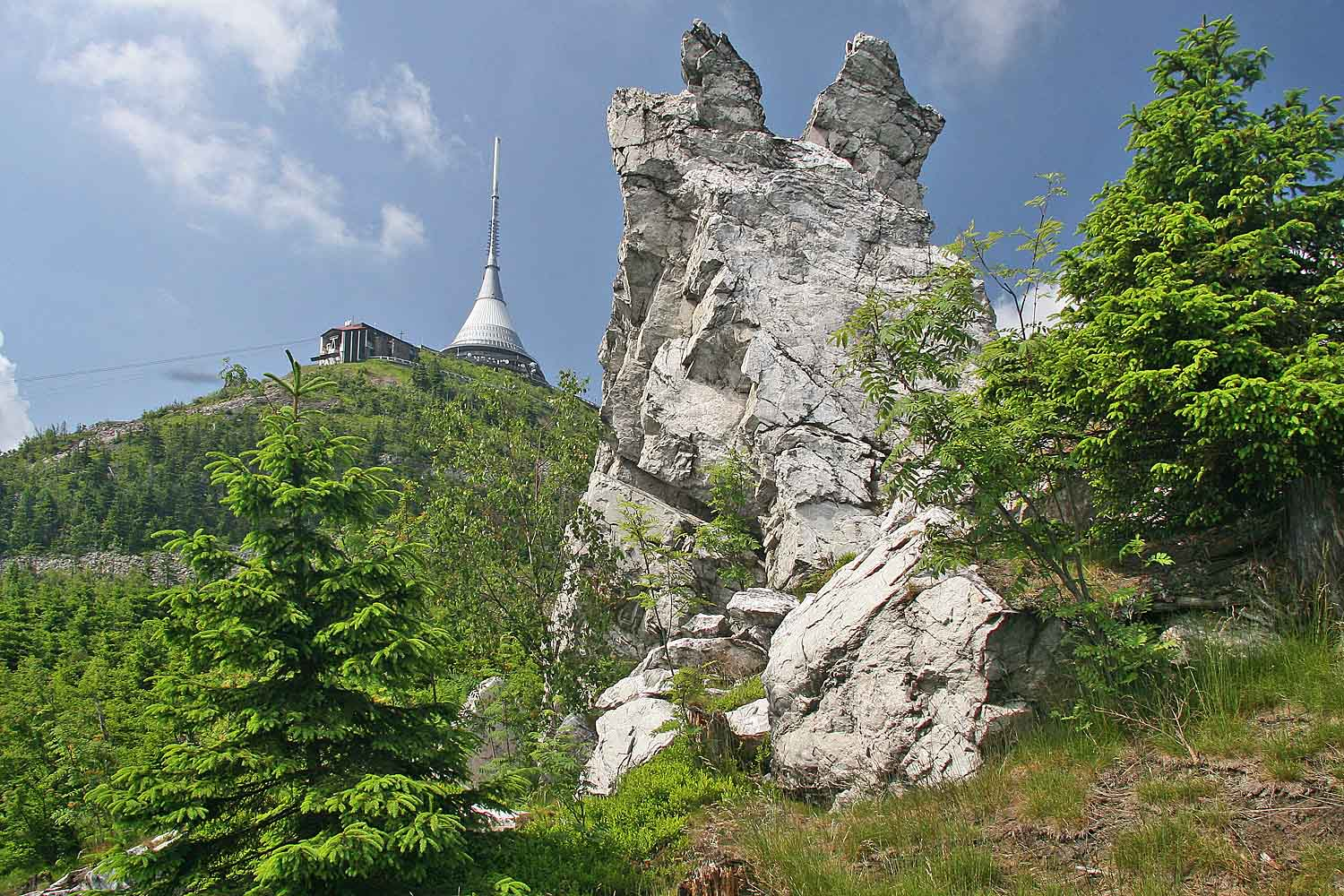
Vířivé kameny v PP Terasy Ještědu

Území se rozkládá zhruba mezi sídly Křižany (na severozápadě) a Šimonovice (na jihu). Severovýchodní hranice prochází skrz místní části města Liberec, na jihozápadní hranici leží město Světlá pod Ještědem. Některá větší sídla zasahují dovnitř území, zcela uvnitř se nacházejí pouze osady.

## Geomorfologické členění
Okrsek Hlubocký hřbet (dle značení Jaromíra Demka IVA–3A–2) geomorfologicky náleží do celku Ještědsko-kozákovský hřbet a podcelku Ještědský hřbet.
Dále se člení na podokrsky Pasecký hřbet na severozápadě a Rašovský hřbet na jihovýchodě.
Hřbet sousedí s dalšími okrsky Ještědského hřbetu (Kryštofovy hřbety na severozápadě a Kopaninský hřbet na jihovýchodě). Dále sousedí s celky Žitavská pánev na severovýchodě, Ralská pahorkatina na jihozápadě a Jičínská pahorkatina na jihu.

## Významné vrcholy
Nejvyšším vrcholem Hlubockého hřbetu, potažmo celého Ještědsko-kozákovského hřbetu, je Ještěd (1012 m n. m.).
| vrchol          | výška | podokrsek     |
| --------------- | ----- | ------------- |
| Ještěd          | 1012  | Pasecký hřbet |
| Černý vrch      | 0951  | Pasecký hřbet |
| Hlubocký hřeben | 0851  | Pasecký hřbet |